# Antau
Antau (węg. Selegszántó, burg.-chorw. Otava) – gmina w Austrii, w kraju związkowym Burgenland, w powiecie Mattersburg. Według Austriackiego Urzędu Statystycznego liczyła 753 mieszkańców (1 stycznia 2014).